# Grzechotniczek pospolity
Grzechotniczek pospolity, massasauga (Sistrurus catenatus) – gatunek jadowitego węża z podrodziny grzechotników (Crotalinae) w rodzinie żmijowatych (Viperidae).
„Massasauga” w języku odżibwe, używanym przez rdzennych mieszkańców południowo-wschodniej Kanady (prowincje Ontario i Manitoba) i północno-wschodnich Stanów Zjednoczonych (od Michigan do Montany), oznacza wielkie ujście rzeki i była prawdopodobnie używana do określania rozległych łąk zajmujących delty rzek na terenach zamieszkiwanych przez Odżibwejów. Nazwa ta, wskazująca na typowy biotop tytułowego gatunku, jest obecnie powszechnie używana do oznaczania go w Kanadzie i Stanach Zjednoczonych w formach: massasauga, massasauga rattlesnake, massasauga rattler (powszechnie w Ontario), black massasauga, prairie massasauga, swamp massasauga.
Przez wiele lat za podgatunki grzechotniczka pospolitego uznawano Sistrurus catenatus tergeminus i Sistrurus catenatus edwardsii, ale w 2011 roku Kubatko, Gibbs i Bloomquist wykazali, że populacje S. t. tergeminus i S. t. edwardsii są genetycznie nierozróżnialne i tworzą klad odrębny od S. catenatus. Choć autorzy ci nie nadali temu kladowi nazwy, to priorytet ma nazwa Sistrurus tergeminus, gdyż jest starsza od edwardsii.
Występuje na terenie południowo-wschodniej Kanady (na południu prowincji Ontario) oraz północnych, północno-wschodnich i środkowych USA (stany Illinois, Indiana, Iowa, Michigan, Minnesota, Missouri, Nowy Jork, Ohio, Pensylwania, Wisconsin). Zamieszkuje wilgotne łąki, mokradła oraz rozlewiska, do ok. 1500 m n.p.m.
Żywi się drobnymi kręgowcami. W diecie dorosłych osobników przeważają drobne gryzonie, natomiast w diecie osobników młodych – jaszczurki i mniejsze węże. Wszystkie spożywają też płazy, zwłaszcza żaby.